# 林永甫
林 永甫（イム・ヨンボ、1933年9月13日 - ）は、大韓民国出身のバスケットボール指導者。

## 来歴
1933年に現在の北朝鮮側にある海州市に生まれる。朝鮮戦争が始まると北朝鮮軍に徴用される。1952年に韓国軍に投降、捕虜となる。1953年6月に解放されるが職も無く、韓国軍に志願する。軍でバスケットボールチームを作ろうとしていた軍人達に、経験も無かったがチームに加えてもらう。
選手を引退した後、1960年代から東信化学を初めとして、韓国の多くの実業団チームを指導する。1998年、JALラビッツのヘッドコーチに就任、第4回、第6回、第7回Wリーグで準優勝し、2005年オールジャパンでは初優勝を遂げた。2008年、荒順一にヘッドコーチ職を譲り技術顧問に就任、2009年にチームを離れた。
2012年、東京学館新潟高等学校女子バスケットボール部のアシスタントコーチに就任。2013年4月、山梨クィーンビーズのヘッドコーチに就任。シーズン終了後にチームがWリーグから撤退すると同時に退任。
2014年、桜丘高等学校男子・女子バスケットボール部のアドバイザーに就任。